# Ragna Wallmark
Ragna Ingegerd Wallmark, född 8 november 1950 i Högalids församling, Stockholm, är en svensk TV-producent och regissör.
Som regissör har Wallmark gjort TV-serierna Peta näsan (1987), Klassliv (1989–90) och Sexton (1996–97). Hon har även varit projektledare för TV-programmet Bullen, Simpor och Grodfötter, Hjärnkontoret, Lördagsgodis m.fl. 
1997 utsågs hon till ny chef för SVT Barn & Ungdom Stockholm. Hon medverkade då bland annat till Bolibompa bytte ut sin klassiska vinjett i september 1999 och i och med det föddes Bolibompadraken och barnprogrammen fick utökad sändningstid i SVT.
År 2000 sjösatte SVT en ny organisation som bland annat innebar att "genreansvariga" tog plats i styrelsen. Wallmark blev genreansvarig för barn och ungdom. Omorganisationen innebar att barn- och ungdomsredaktionen blev en del av produktionsenheten "SVT Fiktion" och den tidigare sammanhållna redaktionen även kunde arbeta med andra genrer. Det ledde till att Wallmark i september 2000 slutade i protest för att istället bygga upp en barnredaktion på Utbildningsradion. På UR var hon bland annat med och initierade program som Krokodill, Osynliga sår, Banderoll och Kroppen på G.
Efter några år som redaktionschef för barnavdelningen på UR utsågs Wallmark till Programchef och var som sådan del av företagsledningen fram till att hon slutade 2012 för att sedan övergå till egen verksamhet som konsult.
Ragna Wallmark arbetade också under många år internationellt med workshops och seminarier för medieproducenter i Asien, Latinamerika, Syrien och Namibia. Seminarier som handlat om barns rättigheter i enlighet med Barnkonventionen, om mediepåverkan och barnkultur. Och om hur man med media och informationskunskap kan ge barn och unga de verktyg som gör det möjligt för dem att göra sina röster hörda i media.
Uppdragsgivare: Prix Jeunesse international, ASBU, AIBD, SR/MDO och NBC I Namibia.
Wallmark var under åren 1999- 2011 styrelseledamot i BRIS. 2014-2020 var hon ordförande för TV-akademien Club 100, ett sällskap som värnar om programkvalitets-utveckling och public service.
För närvarande är Wallmark ledamot i styrelsen för My Human Rights (www.myhumanrights.se), en ideell förening som verkar för mänskliga rättigheter i enlighet med FN:s konvention, Kvinnokonventionen och Barnkonventionen.
Sedan 2018 är Wallmark ordförande för Rädda Barnens lokalförening i Vaxholm
Artiklar:
Media Literacy as a way to build democracy for MILIDs yearbook 2013, Media and information literacy and intercultural dialogue. Edited by Ulla Carlsson and Sherri Hope Culver. Published by The International Clearinghouse on Children, Youth and Media, NORDICOM, University of Gothenburg.
ISBN 978-91-86523-64-0
”Mediekunskap är viktigt för alla” en artikel i boken ”Medie- och informationskunnighet i nätverkssamhället” analyser och reflektioner kring UNESCOs ramverk för lärare och lärarutbildning. Utgiven av The international Clearinghouse on Children, Youth and Media, NORDICOM 2013. Ulla Carlsson redaktör. ISBN 978-91-86523-62-6
UR tar barn på allvar, om medieutbudet för barn och unga. En skrift av Ragna Wallmark Programchef på UR och Ami Malmros chef för Barn&Ungdom, december 2010